# Guarianthe bowringiana
Guarianthe bowringiana là một loài lan.

## Hình ảnh

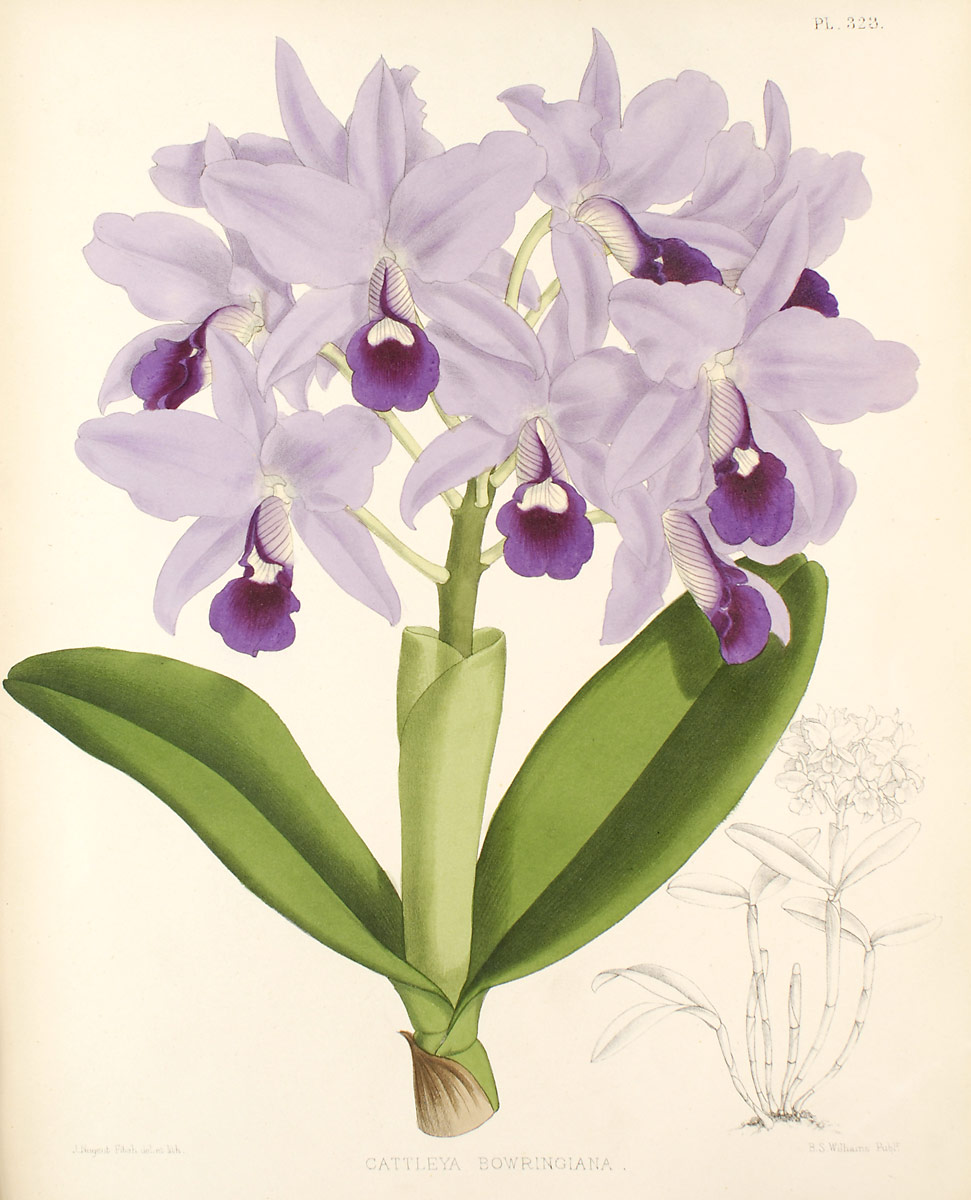
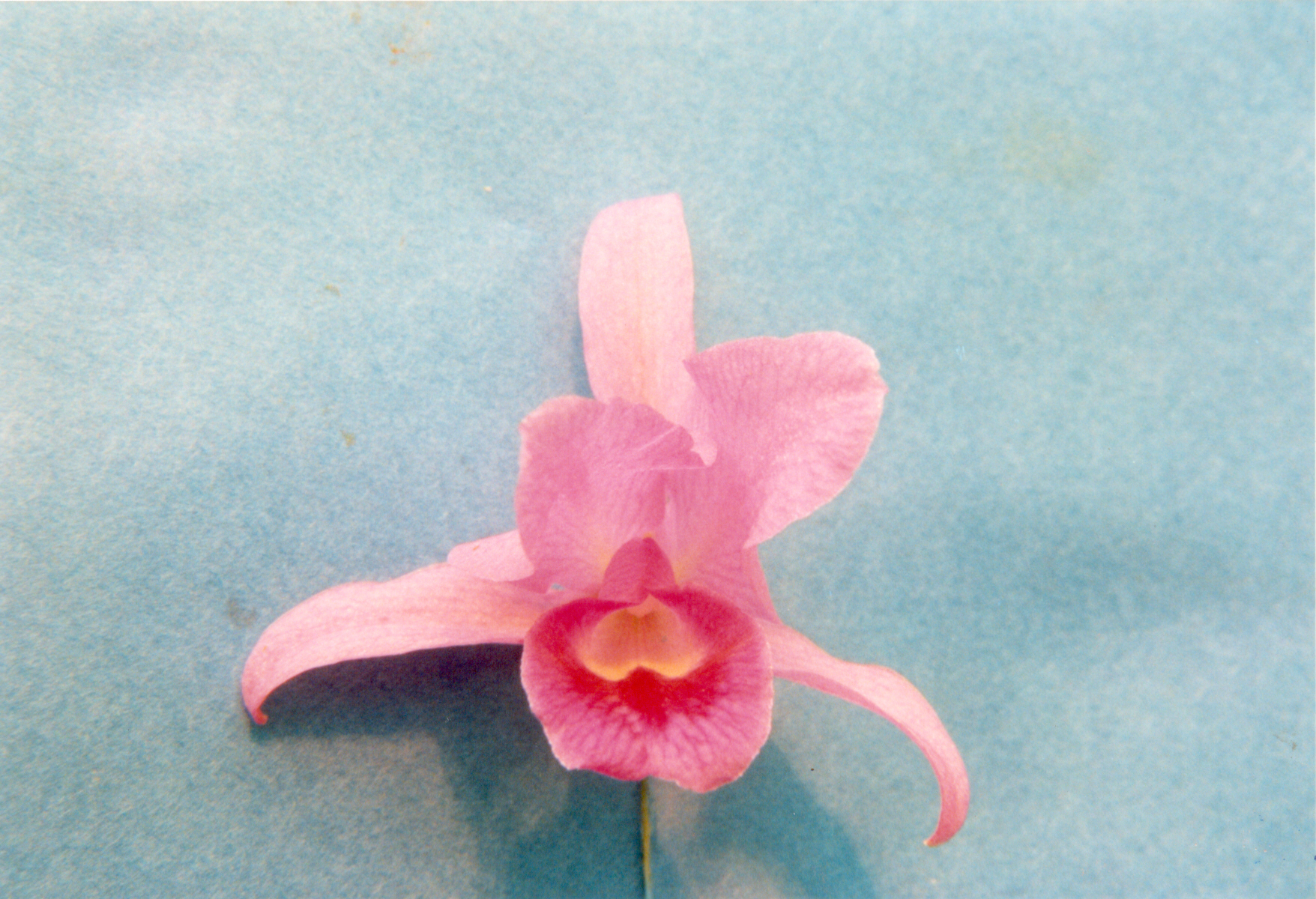
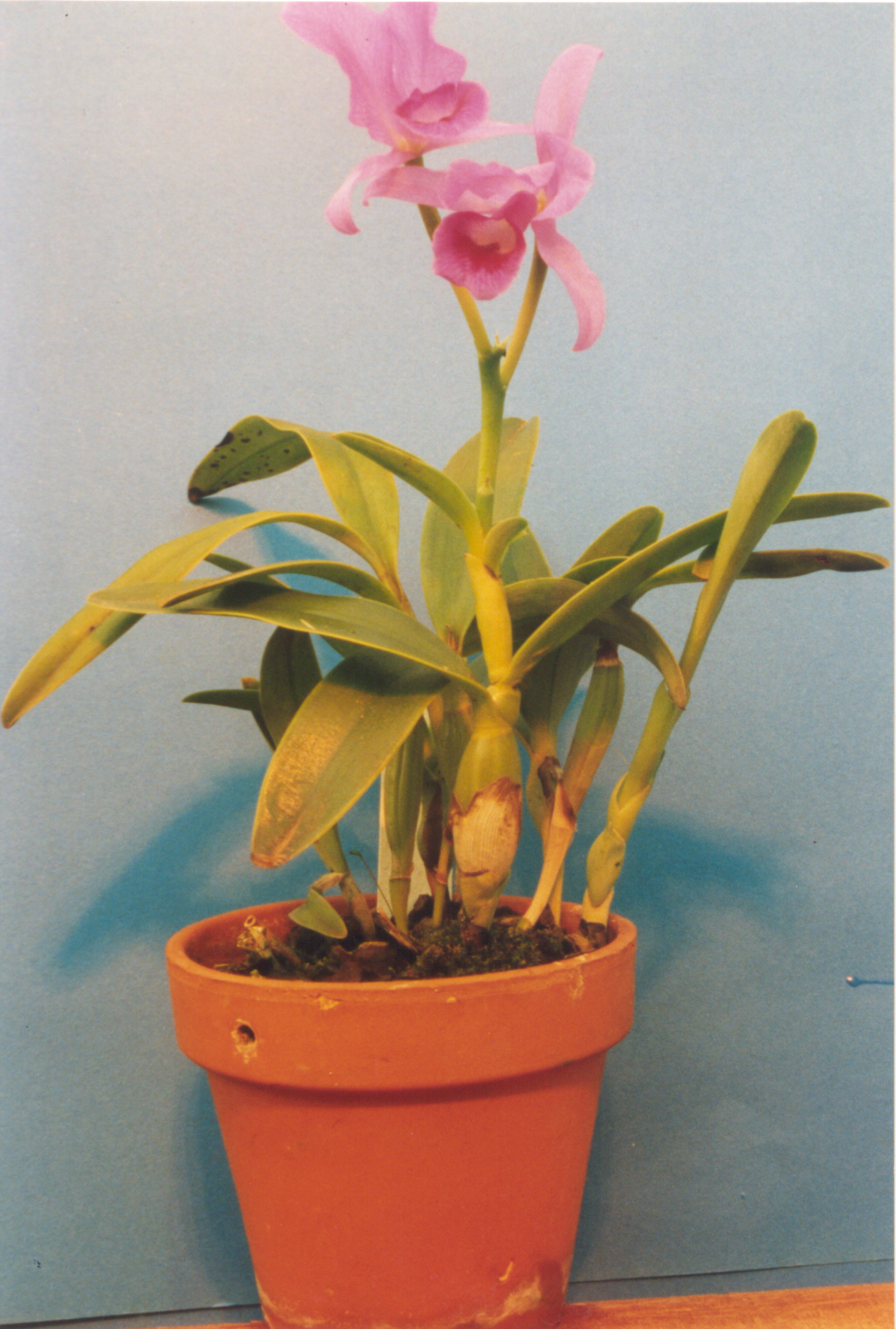
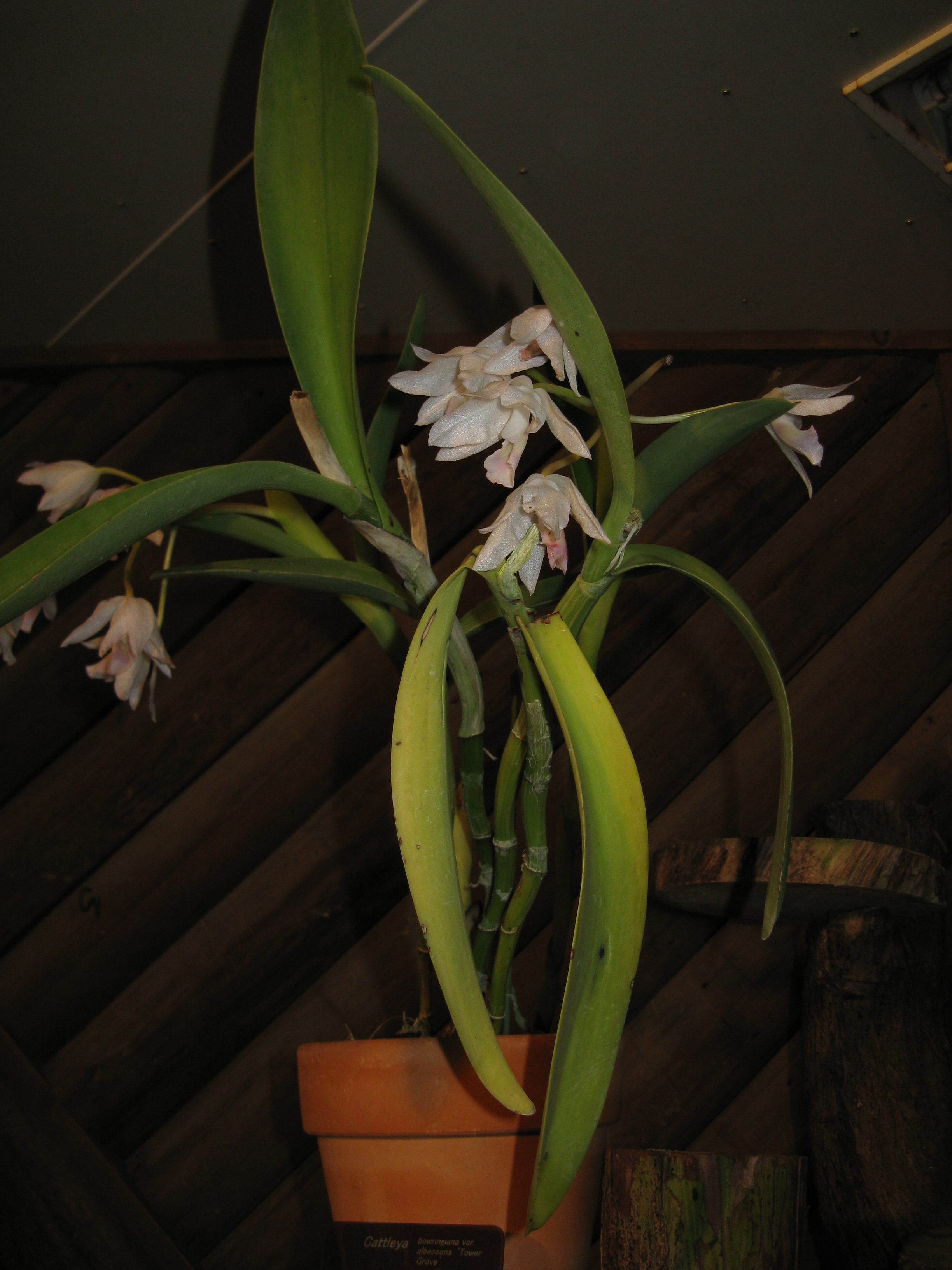